# Notus sitka
Notus sitka är en insektsart som först beskrevs av Delong och Caldwell 1937.  Notus sitka ingår i släktet Notus och familjen dvärgstritar. Inga underarter finns listade i Catalogue of Life.